# Piotr Guzy
Piotr Guzy (ur. 15 maja 1922 w Zawadzkiem, zm. 24 lutego 2018 w Hiszpanii) – polski pisarz.

## Życiorys
Urodził się w Zawadzkiem, ale lipcu 1922 roku rodzina przeniosła się do Tarnowskich Gór. Syn powstańca śląskiego Juliusza, kształcił się (gimnazjum i liceum) w Tarnowskich Górach. Uczestniczył w kampanii wrześniowej 1939 i został internowany w Rumunii. Zbiegł do Francji, dostał się do wojska polskiego przy generale Sikorskim. W szeregach dywizji pancernej generała Maczka walczył we Francji, Belgii i Holandii, był ciężko ranny.
Po wojnie pozostał początkowo na Zachodzie, studiował ekonomię polityczną i filozofię na Uniwersytecie w Londynie. Założył w Anglii rodzinę i w 1949 przyjechał do Polski (z żoną i synem). Studiował na Uniwersytecie Poznańskim uzyskując stopień magistra ekonomii. W latach 1956–1957 pracował w redakcji „Tygodnika Zachodniego”.
Prześladowany przez służbę bezpieczeństwa wyjechał w 1957 do Anglii (przez Berlin Zachodni), pracował w BBC; po przeniesieniu do Monachium współpracował z Radiem Wolna Europa. W 1979 zamieszkał w Hiszpanii.
Jest autorem kilku powieści, których akcję umieścił na emigracji lub w Polsce w okresie powojennym. Krótki żywot bohatera pozytywnego to monolog wewnętrzny kierownika powiatowego Urzędu Bezpieczeństwa, przestraszonego wizją zmian w atmosferze odwilży październikowej. Inna znana powieść, Stan wyjątkowy, przedstawia los rodziny inteligenckiej w skomplikowanych czasach po wojnie, z licznymi niebezpieczeństwami wynikającymi z pozornie błahych zdarzeń i znajomości z przeszłości.
Był członkiem Związku Literatów Polskich.
Zmarł 24 lutego 2018 roku w Hiszpanii.

## Twórczość literacka

### Książki autorstwa Piotra Guzy
- Następny odchodzi 22.25 (Warszawa 1955).
- Nocny zrzut (Warszawa 1955).
- Cienie na gwiazdach (Warszawa 1956).
- Wenus z brązu (Warszawa 1956).
- Krótki żywot bohatera pozytywnego[1] (Paryż 1966, nagroda paryskiej „Kultury”, wydanie niemieckie 1968, II obieg: Krakowskie Towarzystwo Wydawnicze).
- Stan wyjątkowy[1] (Paryż 1968, nagroda londyńskich „Wiadomości”).
- Requiem dla pani Tosi (Londyn 1990).
- Zwidy na wysokościach (Poznań 1994).

### Opowiadania
Opowiadania drukowane w Zeszytach Literackich:
- Będziesz miłował kata swego, nr 7, lato 1984.
- Że ona jest, że w ogóle jest, nr 67, lato 1999.
- Wstyd, nr. 94, lato 2006.
- Odwiedziny u duchów, nr 97, wiosna 2007.
- Ostatnia posługa, nr 107, jesień 2009.

### Recenzje i omówienia twórczości
- Już nie skrzypi moja szafa: Rozmowa z Piotrem Guzym, Slask Miesięcznik Społeczno-Kulturalny, Nr.7(81) Lipiec 2002.
- Polubiłem tę moją samotność: Florian Śmieja, Gazeta.
- Requiem dla katyńskiej wdowy: Decada Literacka.
- Żywot bohatera pozytywnego:Gwarek, Tarnowskie Góry,16 grudnia 2008.
- Powroty do “Staszica”: Spotkanie Piotra Guzego z uczniami swego dawnego gimnazjum w Tarnowskich Górach,Montes Tarnovicensis.
- Tytuł Honorowego Obywatela Tarnowskich Gór dla Piotra Guzego Kwiecień / 2006.
- Emigracyjne rozrachunki ze stalinizmem po 1956.: Decada Literacka.
- Zapomniane książki Piotra Guzego: Florian Śmieja, Nowy Dziennik.